# Élections législatives de 1988 en Haute-Corse
Les élections législatives françaises de 1988 se déroulent les 5 et 12 juin 1988. Dans le département de la Haute-Corse, deux députés sont à élire dans le cadre de deux circonscriptions.

## Élus
| Circonscription | Député sortant        | Parti                 | Parti                 | Député élu ou réélu | Parti | Parti |
| --------------- | --------------------- | --------------------- | --------------------- | ------------------- | ----- | ----- |
| 1re             | Scrutin proportionnel | Scrutin proportionnel | Scrutin proportionnel | Émile Zuccarelli    |       | MRG   |
| 2e              | Scrutin proportionnel | Scrutin proportionnel | Scrutin proportionnel | Pierre Pasquini     |       | RPR   |

## Positionnement des partis
L'UDF et le RPR se présentent unis sous l'étiquette « Union du Rassemblement et du Centre » tandis que les candidats du Parti socialiste se rangent sous la bannière de la « Majorité présidentielle pour la France unie », slogan de la campagne présidentielle de François Mitterrand.

## Résultats

### Résultats à l'échelle du département
| Parti          | Parti                               | Premier tour | Premier tour | Second tour | Second tour | Sièges |
| Parti          | Parti                               | Voix         | %            | Voix        | %           | Sièges |
| -------------- | ----------------------------------- | ------------ | ------------ | ----------- | ----------- | ------ |
|                | Rassemblement pour la République    | 17 275       | 25,86        | 23 285      | 30,55       | 1      |
|                | Union pour la démocratie française  | 9 897        | 14,81        | 14 991      | 19,67       | 0      |
|                | Union du Rassemblement et du Centre | 27 172       | 40,67        | 38 276      | 50,22       | 1      |
|                |                                     |              |              |             |             |        |
|                | Mouvement des radicaux de gauche    | 20 023       | 29,97        | 37 942      | 49,78       | 1      |
|                | Parti socialiste                    | 5 261        | 7,88         |             |             | 0      |
|                | La France unie                      | 25 284       | 37,85        | 37 942      | 49,78       | 1      |
|                |                                     |              |              |             |             |        |
|                | Parti communiste français           | 5 945        | 8,90         |             |             | 0      |
|                | Régionaliste                        | 4 375        | 6,55         | 0           |             |        |
|                | Front national                      | 4 028        | 6,03         | 0           |             |        |
|                |                                     |              |              |             |             |        |
| Inscrits       | Inscrits                            | 114 429      | 100,00       | 114 435     | 100,00      | 2      |
| Abstentions    | Abstentions                         | 46 451       | 40,59        | 35 728      | 31,22       |        |
| Votants        | Votants                             | 67 978       | 59,41        | 78 707      | 68,78       |        |
| Blancs et nuls | Blancs et nuls                      | 1 174        | 1,73         | 2 489       | 3,16        |        |
| Exprimés       | Exprimés                            | 66 804       | 98,27        | 76 218      | 96,84       |        |

### Résultats par circonscription

#### Première circonscription (Bastia)
| Candidat       | Candidat                       | Parti              | Premier tour | Premier tour | Second tour | Second tour |  |
| Candidat       | Candidat                       | Parti              | Voix         | %            | Voix        | %           |  |
| -------------- | ------------------------------ | ------------------ | ------------ | ------------ | ----------- | ----------- |  |
|                | Jean Baggioni                  | UDF (PR) (URC)     | 9 897        | 38,42        | 14 991      | 48,06       |  |
|                | Émile Zuccarelli sortant réélu | MRG                | 9 124        | 35,42        | 16 203      | 51,94       |  |
|                | Michel Stefani                 | PCF                | 2 977        | 11,56        |             |             |  |
|                | Léo Battesti                   | Régionaliste (UPC) | 1 925        | 7,47         |             |             |  |
|                | René Cordoliani                | FN                 | 1 840        | 7,14         |             |             |  |
|                |                                |                    |              |              |             |             |  |
| Inscrits       | Inscrits                       | Inscrits           | 45 515       | 100,00       | 45 510      | 100,00      |  |
| Abstentions    | Abstentions                    | Abstentions        | 19 000       | 41,74        | 13 234      | 29,08       |  |
| Votants        | Votants                        | Votants            | 26 515       | 58,26        | 32 276      | 70,92       |  |
| Blancs et nuls | Blancs et nuls                 | Blancs et nuls     | 752          | 2,84         | 1 082       | 3,35        |  |
| Exprimés       | Exprimés                       | Exprimés           | 25 763       | 97,16        | 31 194      | 96,65       |  |

#### Deuxième circonscription (Corte - Calvi)
| Candidat       | Candidat                      | Parti          | Premier tour | Premier tour | Second tour | Second tour |  |
| Candidat       | Candidat                      | Parti          | Voix         | %            | Voix        | %           |  |
| -------------- | ----------------------------- | -------------- | ------------ | ------------ | ----------- | ----------- |  |
|                | Pierre Pasquini sortant réélu | RPR (URC)      | 17 275       | 42,09        | 23 285      | 51,72       |  |
|                | Paul Giacobbi                 | MRG            | 10 899       | 26,56        | 21 739      | 48,28       |  |
|                | Paul-Laurent Croce            | PS             | 5 261        | 12,82        |             |             |  |
|                | François-Xavier Riolacci      | PCF            | 2 968        | 7,23         |             |             |  |
|                | Antoine-Joseph Sisti          | Régionaliste   | 2 450        | 5,97         |             |             |  |
|                | Joseph Mariotti               | FN             | 2 188        | 5,33         |             |             |  |
|                |                               |                |              |              |             |             |  |
| Inscrits       | Inscrits                      | Inscrits       | 68 914       | 100,00       | 68 925      | 100,00      |  |
| Abstentions    | Abstentions                   | Abstentions    | 27 451       | 39,83        | 22 494      | 32,64       |  |
| Votants        | Votants                       | Votants        | 41 463       | 60,17        | 46 431      | 67,36       |  |
| Blancs et nuls | Blancs et nuls                | Blancs et nuls | 422          | 1,02         | 1 407       | 3,03        |  |
| Exprimés       | Exprimés                      | Exprimés       | 41 041       | 98,98        | 45 024      | 96,97       |  |